# Левко Шкура
Левко (Лесько) Шкура (*, д/н —після 1666) — український політичний та військовий діяч, кошовий отаман Запорізької Січі у лютому-березні 1665 року, а також у кінці 1665 — початку 1666 років.

## Життєпис
Про походження та участь у військових походах Шкури немає відомостей. Був прихильником союзу Запоріжжя з Московським царством, проте не виявляв цього відкрито. У 1658 році після виступу з Січі кошового Якова Барабаша проти гетьмана Івана Виговського, Шкуру обирають наказним кошовим отаманом. Після поразки Барабаша у вересні того ж року, Левко Шкура поступається владою Павлу Гомону.
У лютому 1665 року обирається кошовим отаманом замість Івана Щербини, який провадив занадто промосковську політику. Втім Левко Шкура продовжив зберігати союзні відносини з гетьманом Іваном Брюховецьким та московськими воєводами. При цьому не дозволив козакам напасти на калмиків, яких запросив Брюховецький та Москва задля боротьби з поляками, постійно консультувався з воєводами Григорієм Косаговим та Яковом Хитрово. Тому у березні того ж року Шкуру скинули з отаманства. Втім, частина запорожців продовжувала підтримувати Левка Шкуру.
Замість нього став отаманом Іван Курило. Але Шкура за допомогою вірних козаків та московитів продовжував боротьбу за повернення булави. Наприкінці 1665 року Левка Шкуру вдруге обирають кошовим отаманом. Розгардіяж у Січі, втім, продовжувався. Головною його причиною була присутність московської залоги на Запорожжі. Кошовий Шкура не бажав йти на протистояння з московитами. Врешті-решт було скликано раду, на якій Левка Шкуру змістили з посади, поставивши замість нього Івана Ждана на прізвисько Ріг. Про подальшу долю Шкури інформація відсутня.